# Andrena dallasiana
Andrena dallasiana är en biart som beskrevs av Cockerell 1910. Andrena dallasiana ingår i släktet sandbin, och familjen grävbin. Inga underarter finns listade i Catalogue of Life.